# Grădina Zoologică din Rădăuți

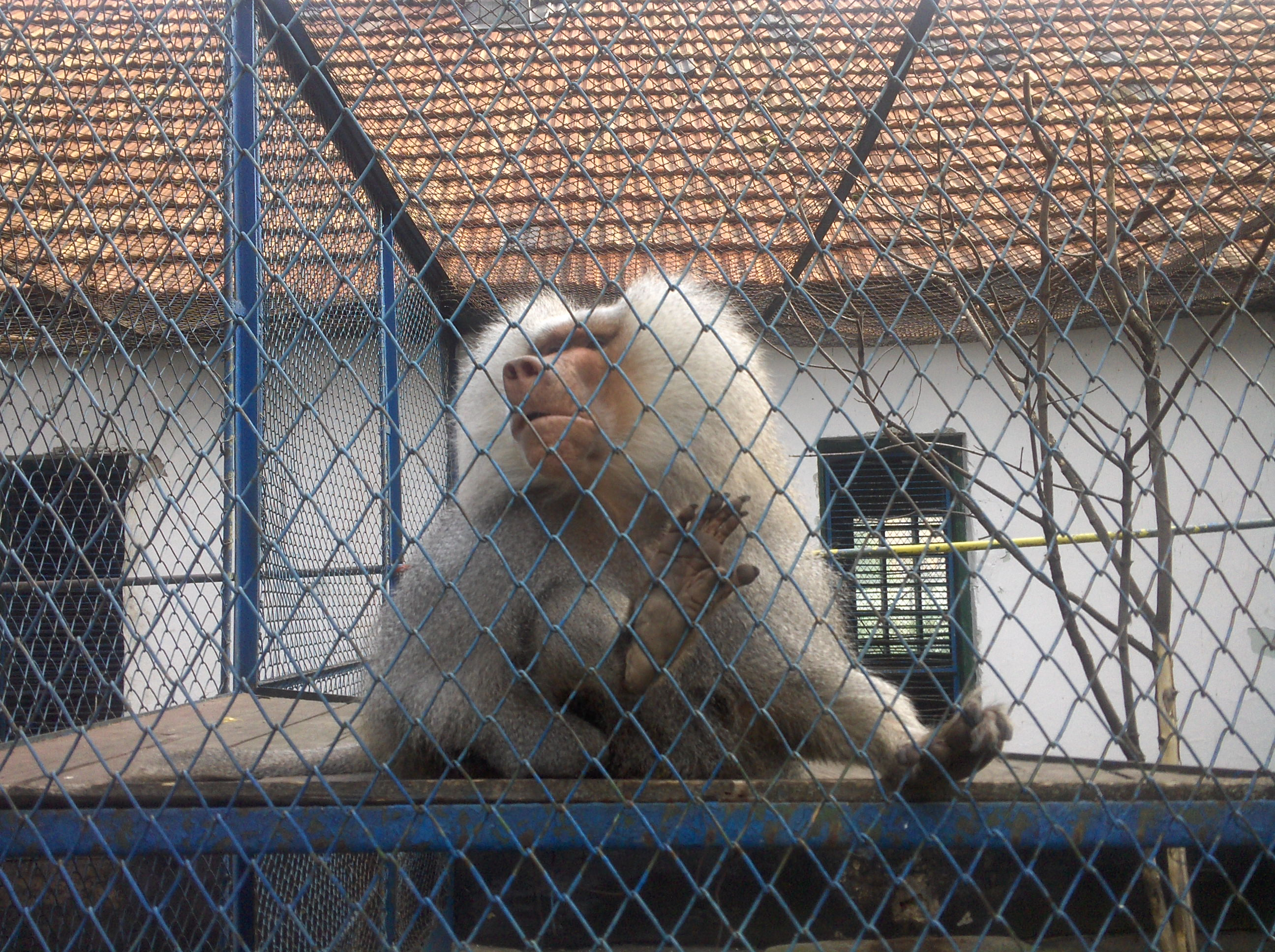
Babuin în Grădina Zoologică din Rădăuți.

Grădina Zoologică din Rădăuți este o grădină zoologică amplasată pe strada Ștefan cel Mare și se întinde pe o suprafață de 10 ha, adăpostind animale și păsări de pe toate continentele.
Unul dintre punctele de atracție al grădinii zoologice îl constituie speciile de lei și tigri siberieni. Vizitatorii mai pot admira diferite specii de cai și ponei, vulpi, urși, specii de porci originare din Asia, lame, lebede, precum și numeroase specii și subspecii de păsări. Principala atracție rămâne totuși numărul mare de specii de maimuțe.